# Utricularia inflexa
Utricularia inflexa — вид рослин із родини пухирникових (Lentibulariaceae).

## Біоморфологічна характеристика
Це підводна, хижа, багаторічна рослина (плавучий гідрофіт). Столони до 1 метра чи й більше, гладкі та голі; міжвузля 3–10(15) мм. Листки дуже численні, пальчасто розділені на 3–6 первинних сегментів; первинні сегменти 2–6 см завдовжки, ± ланцетні в обрисі, перисто-розділені. зазвичай численні, бічні біля основи кінцевих і передостанніх листків, широко-яйцеподібні, на коротких ніжках, 1–3 мм завдовжки. Суцвіття прямовисні, 3–20 см; квіток 2–15. Частки чашечки нерівні, широкояйцеподібні, верхівка закруглена або знизу іноді вирізана, ± 3 мм завдовжки в період цвітіння, стають м'ясистими до 10 мм завдовжки, охоплюють коробочку. Віночок білий чи жовтий, зазвичай різноманітно позначений червоними чи пурпурними лініями, 7–10 мм завдовжки, ± густо вкритий зовні залозистими волосками. Коробочка куляста, ± 5 мм у діаметрі. Насіння численне, призматичне, 4–6-кутне, ± крилате на кутах.

## Поширення
Вид поширений в Африці (Єгипет, Ефіопія, Судан, Сомалі, Чад, Кенія, Танзанія, Уганда, Бурунді, Центральноафриканська Республіка, Камерун, ДР Конго, Конго, Габон, Руанда, Бенін, Кот-д'Івуар, Гана, Малі, Мавританія, Нігер , Нігерія, Сенегал, Того, Ангола, Мозамбік, Малаві, Замбія, Зімбабве, Ботсвана, Намібія, Південна Африка [Квазулу-Натал], Мадагаскар) й Індії (Ассам, Уттар-Прадеш, Західна Бенгалія, Делі).

## Спосіб життя
Населяє ставки, повільні річки, канави, рисові поля, болота та дельти. Цвітіння припадає на весну і літо. Квітка над водою. Для цього потрібно багато світла.